# Il Divo
Il Divo (ital. der Star) ist eine multinationale Gesangsgruppe, die Musikgenres wie Oper und klassische Musik mit Pop verbindet. Gründungsmitglieder waren die vier Sänger Urs Bühler (Schweiz), David Miller (USA), Sébastien Izambard (Frankreich) und Carlos Marín (Spanien), der 2021 starb. 2022 stieß Steven LaBrie als Nachfolger von Carlos Marín zur Band.

## Geschichte
Die Idee für Il Divo hatte der englische Musik- und Filmproduzent Simon Cowell, nachdem er durch Andrea Bocellis Performance von „Con te partirò“ Gefallen an klassischer Musik gefunden hatte. Er startete daraufhin eine weltweite Suche nach Sängern, insbesondere Tenören, die an dem Il-Divo-Projekt teilnehmen wollten. Nach zwei Jahren, im Dezember 2003, war diese mit dem Beitritt des amerikanischen Tenors David Miller abgeschlossen.

## Musikstil
Neben Popmusik und klassischer Musik (Oper) sind in einigen Songs von Il Divo Elemente von lateinamerikanischer Musik, Folk und Balladen zu finden. Das so entstehende neue Genre nennt die Gruppe selbst Oper-Pop.

## Karriere

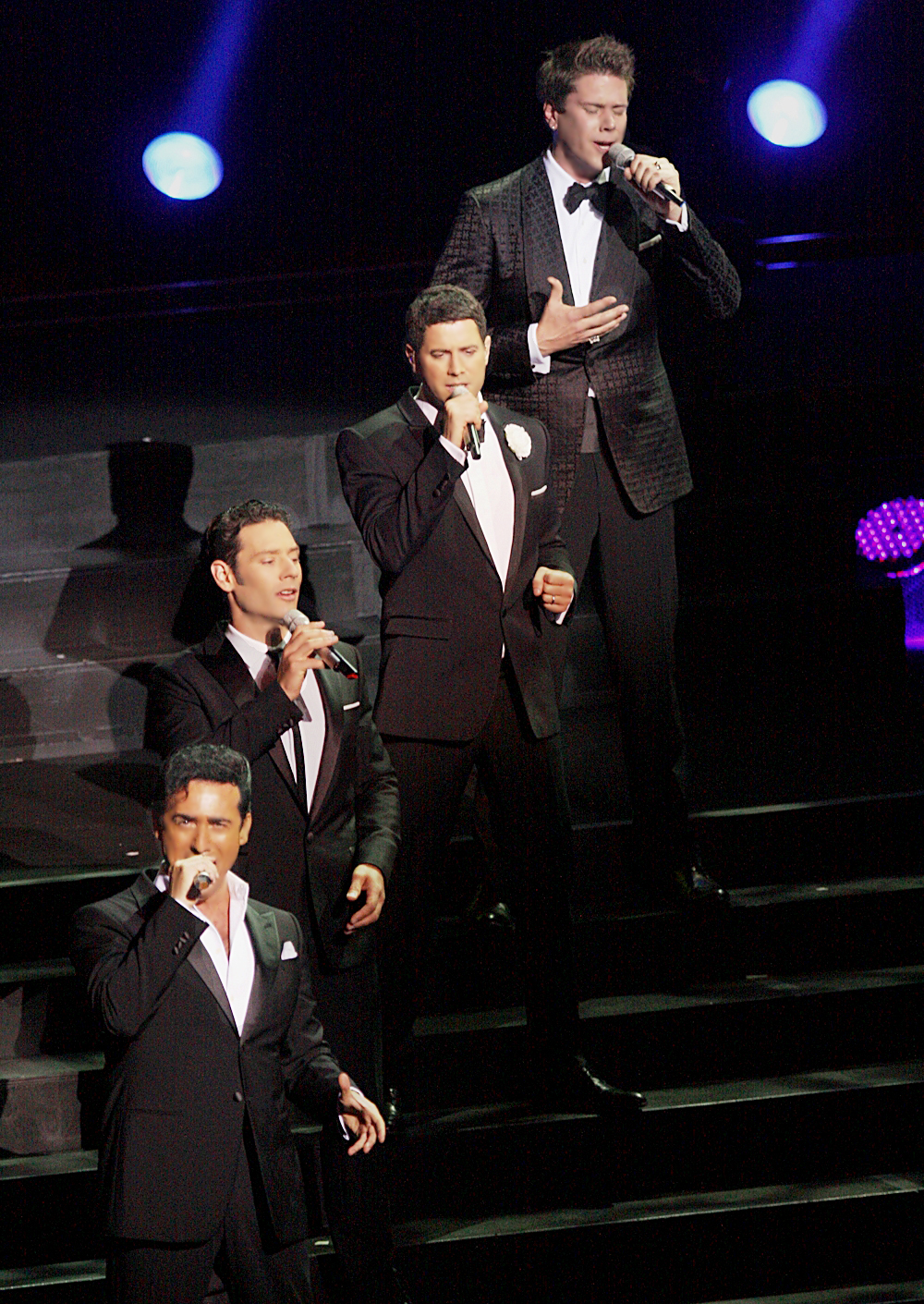
Il Divo (2012)

Il Divo singen auf Spanisch, Englisch, Französisch und Latein. 2006 wurden sie im Guinness-Buch der Rekorde als „Most Multinational UK No. 1 Album Group“ genannt.
Am 25. April 2007 traten sie in der „Idol Gives Back“-Episode der amerikanischen Fernsehserie American Idol auf, die Spendengelder für Kinder in den USA und Afrika sammeln sollte.
Am 12. Dezember 2008 präsentierten Il Divo ihren neuen Song im Finale der schwedischen Fernsehserie „Swedish Idol 2008“ in der Globen Arena in Stockholm.
Nachdem sie ihre sechsmonatige Tour in Amerika, Australien und Europa abgeschlossen hatten, wirkten Il Divo bei allen 20 Konzerten von Barbra Streisand in Nordamerika als Special Guest mit.
Am 9. Juni 2006 präsentierten Il Divo zusammen mit der Rhythm-and-Blues-Sängerin Toni Braxton während der Halbzeit des Eröffnungsspiels der Fußball-Weltmeisterschaft 2006 den offiziellen Song der WM „The Time of Our Lives“. Bei der Abschlusszeremonie am 9. Juli fand eine weitere Aufführung statt.
Ein Konzert in Paraguay am 20. Dezember 2011 im Defensores del Chaco Fußballstadion der paraguayischen Hauptstadt Asunción war mit 33.900 Besuchern das bisher größte der Gruppe.
Carlos Marín starb Ende 2021 im Alter von 53 Jahren. Sein Nachfolger wurde der US-Amerikaner Steven LaBrie, der 2022 zur Band stieß.

## Diskografie
Studioalben

| Jahr | Titel                                        | Höchstplatzierung, Gesamtwochen, AuszeichnungChartplatzierungen (Jahr, Titel, Platzierungen, Wochen, Auszeichnungen, Anmerkungen) | Höchstplatzierung, Gesamtwochen, AuszeichnungChartplatzierungen (Jahr, Titel, Platzierungen, Wochen, Auszeichnungen, Anmerkungen) | Höchstplatzierung, Gesamtwochen, AuszeichnungChartplatzierungen (Jahr, Titel, Platzierungen, Wochen, Auszeichnungen, Anmerkungen) | Höchstplatzierung, Gesamtwochen, AuszeichnungChartplatzierungen (Jahr, Titel, Platzierungen, Wochen, Auszeichnungen, Anmerkungen) | Höchstplatzierung, Gesamtwochen, AuszeichnungChartplatzierungen (Jahr, Titel, Platzierungen, Wochen, Auszeichnungen, Anmerkungen) | Anmerkungen                                                                                          |
| Jahr | Titel                                        | DE | AT | CH | UK | US | Anmerkungen                                                                                          |
| ---- | -------------------------------------------- | --- | --- | --- | --- | --- | --- |
| 2004 | Il Divo                                      | DE2 Gold · (14 Wo.)DE | AT2 Platin · (30 Wo.)AT | CH2 Platin · (53 Wo.)CH | UK1 ×5Fünffachplatin · (40 Wo.)UK                                                                                                 | US4 Platin · (84 Wo.)US | Erstveröffentlichung: 1. November 2004                                                               |
| 2005 | The Christmas Collection                     | DE75 (2 Wo.)DE | AT18 (3 Wo.)AT | CH13 Gold · (24 Wo.)CH | UK— GoldUK | US14 Platin · (30 Wo.)US | Erstveröffentlichung: 25. Oktober 2005                                                               |
| 2006 | Ancora                                       | DE18 Gold · (29 Wo.)DE | AT6 Platin · (27 Wo.)AT | CH4 Platin · (56 Wo.)CH | UK1 ×3Dreifachplatin · (25 Wo.)UK                                                                                                 | US1 Gold · (40 Wo.)US | Erstveröffentlichung: 24. Januar 2006 enthält eine Kollaboration mit Céline Dion                     |
| 2006 | Siempre                                      | DE22 (9 Wo.)DE | AT9 Gold · (13 Wo.)AT | CH1 Platin · (25 Wo.)CH | UK2 ×2Doppelplatin · (11 Wo.)UK                                                                                                   | US6 Platin · (22 Wo.)US | Erstveröffentlichung: 21. November 2006                                                              |
| 2008 | The Promise                                  | DE24 Gold · (14 Wo.)DE | AT11 Gold · (24 Wo.)AT | CH6 Platin · (26 Wo.)CH | UK1 Platin · (13 Wo.)UK | US5 Gold · (29 Wo.)US | Erstveröffentlichung: 17. November 2008                                                              |
| 2011 | Wicked Game                                  | DE28 (3 Wo.)DE | AT12 (8 Wo.)AT | CH3 Gold · (18 Wo.)CH | UK6 Gold · (7 Wo.)UK | US10 (10 Wo.)US | Erstveröffentlichung: 8. November 2011                                                               |
| 2013 | A Musical Affair                             | DE64 (1 Wo.)DE | AT16 (7 Wo.)AT | CH24 (10 Wo.)CH | UK5 Gold · (6 Wo.)UK | US19 (5 Wo.)US | Erstveröffentlichung: 5. November 2013 enthält Kollaborationen mit Michael Ball und Barbra Streisand |
| 2015 | Amor & Pasión                                | — | AT43 (1 Wo.)AT | CH22 (7 Wo.)CH | UK13 Silber · (8 Wo.)UK | US135 (1 Wo.)US | Erstveröffentlichung: 27. November 2015                                                              |
| 2018 | Timeless                                     | DE76 (1 Wo.)DE | AT50 (1 Wo.)AT | CH7 (4 Wo.)CH | UK13 (3 Wo.)UK | — | Erstveröffentlichung: 10. August 2018                                                                |
| 2021 | For Once in My Life: A Celebration of Motown | — | — | — | — | — | Erstveröffentlichung: 16. Juli 2021                                                                  |